# Lloyd Barrington La Beach
Lloyd Barrington La Beach (Ciutat de Panamà, 28 de juny, 1924 - Nova York, 17 de febrer, 1999) fou un atleta panameny especialista en velocitat.
La Beach nasqué a Ciutat de Panamà, fill de pares jamaicans. Quan era estudiant retornà a Jamaica i acabà a la Universitat de Califòrnia, Los Angeles, als Estats Units. Fou germà del també corredor Byron La Beach.
Guanyà dues medalles de bronze als Jocs Olímpics de Londres 1948 en les proves de 100 i 200 metres. També participà en el salt de longitud. En els 100 metres acabà per darrere de Harrison Dillard i Barney Ewell però superant el favorit Mel Patton.
El 1948 establí el rècord del món en 200 metres a Compton, Califòrnia.